# Kristopher Da Graca
Kristopher Da Graca (sinh ngày 16 tháng 1 năm 1998) là một cầu thủ bóng đá người Thụy Điển thi đấu ở vị trí hậu vệ cho câu lạc bộ Allsvenskan IFK Göteborg.

## Sự nghiệp quốc tế
Da Graca sinh ra ở Thụy Điển, và có gốc Cabo Verde. Anh là cầu thủ trẻ thi đấu quốc tế cho Thụy Điển.